# Ричвуд (Техас)
Ричвуд (англ. Richwood) — місто (англ. city) в США, в окрузі Бразорія штату Техас. Населення — 4781 особа (2020).

## Географія
Ричвуд розташований за координатами 29°6′2″ пн. ш. 95°24′2″ зх. д. / 29.10056° пн. ш. 95.40056° зх. д. (29.100666, -95.400608).  За даними Бюро перепису населення США в 2010 році місто мало площу 8,07 км², з яких 7,96 км² — суходіл та 0,10 км² — водойми. В 2017 році площа становила 8,49 км², з яких 8,39 км² — суходіл та 0,10 км² — водойми.

## Демографія
Згідно з переписом 2010 року, у місті мешкало 3510 осіб у 1335 домогосподарствах у складі 948 родин. Густота населення становила 435 осіб/км².  Було 1491 помешкання (185/км²).
Расовий склад населення:
| - 75,0 % — білих - 8,3 % — чорних або афроамериканців - 1,3 % — азіатів - 0,9 % — корінних американців - 11,4 % — осіб інших рас |

До двох чи більше рас належало 3,1 %. Частка іспаномовних становила 35,5 % від усіх жителів.
За віковим діапазоном населення розподілялося таким чином: 27,8 % — особи молодші 18 років, 64,3 % — особи у віці 18—64 років, 7,9 % — особи у віці 65 років та старші. Медіана віку мешканця становила 31,6 року. На 100 осіб жіночої статі у місті припадало 98,6 чоловіків;  на 100 жінок у віці від 18 років та старших — 97,7 чоловіків також старших 18 років.
Середній дохід на одне домашнє господарство  становив 75 181 долар США (медіана — 66 311), а середній дохід на одну сім'ю — 86 841 долар (медіана — 81 406). За межею бідності перебувало 15,6 % осіб, у тому числі 21,8 % дітей у віці до 18 років та 12,5 % осіб у віці 65 років та старших.
Цивільне працевлаштоване населення становило 1926 осіб. Основні галузі зайнятості: виробництво — 23,2 %, освіта, охорона здоров'я та соціальна допомога — 18,5 %, будівництво — 12,6 %, роздрібна торгівля — 10,8 %.